# Posavsko hribovje (Vogelschutzgebiet)
Das europäische Vogelschutzgebiet Posavsko hribovje liegt auf dem Gebiet der Städte Žalec, Celje, Zagorje ob Savi, Litija, Trbovlje, Hrastnik, Sevnica und Laško im Osten Sloweniens. Das etwa 35 km² große Vogelschutzgebiet besteht aus 23 Teilgebieten, die hauptsächlich im Tal der Save und im unteren Savinja-Tal verteilt sind.

## Schutzzweck
Folgende Vogelarten sind für das Gebiet gemeldet; Arten, die im Anhang I der Vogelschutzrichtlinie geführt sind, sind mit * gekennzeichnet:
| Bild              | Anhang I | EU Code | Art               | wissenschaftlicher Name |
| ----------------- | -------- | ------- | ----------------- | ----------------------- |
| Steinadler        | *        | A091    | Steinadler        | Aquila chrysaetos       |
| Uhu               | *        | A215    | Uhu               | Bubo bubo               |
| Schwarzstorch     | *        | A030    | Schwarzstorch     | Ciconia nigra           |
| Wanderfalke       | *        | A103    | Wanderfalke       | Falco peregrinus        |
| Halsbandschnäpper | *        | A321    | Halsbandschnäpper | Ficedula albicollis     |